# Mylabris coeruleomaculata
Mylabris coeruleomaculata is een keversoort uit de familie van oliekevers (Meloidae). De wetenschappelijke naam van de soort is voor het eerst geldig gepubliceerd in 1843 door de Oostenrijkse entomoloog Ludwig Redtenbacher.